# Centro de Linguística da Universidade do Porto
O Centro de Linguística da Universidade do Porto (CLUP) é uma unidade de investigação na área da análise do discurso e linguística, sediada na Universidade do Porto.
O CLUP foi fundado em 1976 sob o impulso de Óscar Lopes.
Em 2015, a sua biblioteca e sala de leitura foram fechadas por falta de financiamento, na sequência de uma avaliação desfavorável por parte da Fundação para a Ciência e a Tecnologia no ano anterior. Essa avaliação gerou a contestação por parte do Bloco de Esquerda, e do público em geral sob a forma de uma petição contra o encerramento do CLUP, que recolheu mais de 3500 assinaturas.

## Publicações
O CLUP é responsável pela publicação de várias revistas em diversas áreas da linguística:
- Linguística: Revista de Estudos Linguísticos da Universidade do Porto (ISSN: 1646-6195)
- Language & Law (ISSN: 2183-3745)
- REDIS: Revista de Estudos do Discurso (ISSN: 2183-3958)
- elingUP: Revista Eletrónica de Linguística dos Estudantes da Universidade do Porto (ISSN: 1647-4058)